# St. Cuthbert’s Mission
St. Cuthbert’s Mission (Lokono: Pakuri) ist eine amerindianische Gemeinschaft und ein Dorf am Mahaica River in der Region Demerara-Mahaica (Region 4) von Guyana. Das Dorf besteht aus ca. 200 Haushalten. St. Cuthbert’s gilt als „Kulturhauptstadt“ („cultural capital“) der Amerindians in Guyana.

## Geschichte
St. Cuthbert’s Mission wurde in den späten 1800ern von Joseph Ferguson gegründet, der auch der erste Kafotay (Arawak für Chief) war. Damals hieß der Ort Pakuri nach den Platonia-Bäumen, die in dem Gebiet massenhaft vorkamen. Das Dorf wurde dann in „St. Cuthbert’s Mission“ umbenannt, als die ersten anglikanischen Missionare anlangten und an Saint Cuthberts Day 1889 eine Mission dort gründeten.
Im Februar 2011 gab es in St. Cuthbert’s eine große Überschwemmung mit großen Verlusten an Ernten und persönlichem Besitz vieler Einwohner. Im September 2011 wurde jedoch bereits wieder eine große Feierlichkeit für den Amerindian Heritage Month in St. Cuthbert’s gefeiert. Die Feierlichkeiten wurden von zahlreichen Beamten und tausenden Besuchern aus Guyana und dem Ausland besucht.

## Geographie
St. Cuthbert’s Mission liegt auf dem linken Ufer des Mahaica River. Der Ort ist umgeben von Savanne und Buschland im Osten sowie dichter Vegetation auf der Westseite. Die Hauptstadt Georgetown ist 91,7 km (57 mi) entfernt, Mahaica 105 km (65 mi) entlang des Flusses.

## Verwaltung
St. Cuthbert’s Mission gehört zur Jurisdiktion der Region Demerara-Mahaica. Ein Viertel der zugehörigen Ländereien liegt jedoch schon in der Region 5 (Mahaica-Berbice).
Wie die meisten anderen Dörfer der Amerindians in Guyana (gemäß dem Amerindian Act) wird St. Cuthbert’s von einem Village Council (Dorfrat) unter Führung eines Toshao (Chief) verwaltet.  Toshaos werden alle drei Jahre gewählt. Das Council besteht aus neun Mitgliedern, inklusive des Toshao und eines ernannten Sekretärs und Schatzmeisters. Die Versammlungen des Village Council finden monatlich am letzten Samstag jedes Monats statt.

## Wirtschaft
St. Cuthbert’s war ursprünglich eine Holzfällersiedlung und bis heute bildet der Holzeinschlag eine Einkommensquelle. Seit den 1990ern haben einige Einwohner Arbeit bei Omai Gold Mines Ltd. gefunden. Ein großer Teil der Dorfbewohner lebt jedoch von Subsistenz-Landwirtschaft.
Der Toshao erhält eine monatliche Zuwendung von der Regierung.

## Kultur

### Kunst und dieLokono Group
Im August 1988 gründete der führende guyanische Künstler George Simon, der selbst aus St. Cuthbert’s Mission stammt, im Ort einen Mal- und Design-Workshop. Die Werkstatt bildete eine ganze Anzahl von Künstlern aus dem Stamm der Lokono aus, unter anderem Oswald „Ossie“ Hussein, Foster Simon, Roland Taylor, Telford Taylor und Lynus Clenkian. Diese Künstler – inklusive George Simon – sind bekannt als die Lokono Artists Group. 2002 erbaute Simon ein Arts Centre (Galerie) für einheimische Künstler.

## Persönlichkeiten
- Shakira Caine (* 1947), Schauspielerin und Model[12]
- George Simon (1947–2020), Künstler und Archäologe.[10]
- Oswald Hussein (* 1954), Künstler.[13]
- Lenox Shuman (* 1973), Politiker.[14]